# Cypholoba
Genre
Synonymes
- Diabatus Gistel, 1857
- Polyhirma Chaudoir, 1850

Cypholoba est un genre de coléoptères de la famille des Carabidae, de la sous-famille des Anthiinae, de la tribu des Anthiini et de la sous-tribu des Cypholobina.

## Liste des espèces
- Cypholoba alstoni Peringuey, 1892
- Cypholoba alveolata (Breme, 1844)
- Cypholoba amatonga (Peringuey, 1892)
- Cypholoba apicata (Fairmaire, 1885)
- Cypholoba bihamata (Gerstaecker, 1866)
- Cypholoba biloba (Fairmaire, 1882)
- Cypholoba bottegoi G. Muller, 1938
- Cypholoba bouvieri (Sternberg, 1907)
- Cypholoba brevivittis (Chaudoir, 1866)
- Cypholoba caillaudi (Laporte de Castelnau, 1835)
- Cypholoba cardiodera (Fairmaire, 1887)
- Cypholoba chanleri (Linell, 1896)
- Cypholoba chaudoiri (Peringuey, 1892)
- Cypholoba cinereocincta (Fairmaire, 1885)
- Cypholoba dartevellei Basilewsky, 1967
- Cypholoba divisa (Boheman, 1860)
- Cypholoba edax (Peringuey, 1892)
- Cypholoba elegantula (Fairmaire, 1887)
- Cypholoba fritschi Chaudoir, 1883
- Cypholoba gracilis Dejean, 1831
- Cypholoba graphipteroides (Guerin-Meneville, 1845)
- Cypholoba grimaudi (Benard, 1922)
- Cypholoba griseostriata (Fairmaire, 1884)
- Cypholoba grisescens (Fairmaire, 1884)
- Cypholoba hamifera (Harold, 1880)
- Cypholoba harrarensis (Sternberg, 1908)
- Cypholoba intermedia (Boheman, 1848)
- Cypholoba interrupta (Fairmaire, 1887)
- Cypholoba intricata (C. A. Dohrn, 1882)
- Cypholoba kassaica (Benard, 1927)
- Cypholoba kavanaughi Basilewsky, 1983
- Cypholoba leucospilota (Bertoloni, 1849)
- Cypholoba lundana Basilewsky, 1983
- Cypholoba macilenta (Olivier, 1795)[1]
- Cypholoba mouffletii (Chaudoir, 1866)
- Cypholoba notata (Perroud, 1846)
- Cypholoba oberthueri (Sternberg, 1907)
- Cypholoba obtusata (Fairmaire, 1887)
- Cypholoba opulenta (Boheman, 1860)
- Cypholoba overlaeti Burgeon, 1935
- Cypholoba perspicillaris (Chaudoir, 1878)
- Cypholoba piaggiae (Gestro, 1881)
- Cypholoba posticalis (Fairmaire, 1885)
- Cypholoba prolixa (Fairmaire, 1891)
- Cypholoba rohani (Benard, 1921)
- Cypholoba rutata (Peringuey, 1892)
- Cypholoba sambesina (Peringuey, 1908)
- Cypholoba schenklingi (Sternberg, 1907)
- Cypholoba semibrunnea Strohmeyer, 1928
- Cypholoba semisuturata (Chaudoir, 1866)
- Cypholoba somereni (Benard, 1930)
- Cypholoba spathulata (Gerstaecker, 1866)
- Cypholoba suturella (Chaudoir, 1866)
- Cypholoba tenuicollis (Chaudoir, 1878)
- Cypholoba tetrastigma (Chaudoir, 1848)
- Cypholoba trilineata Strohmeyer, 1928
- Cypholoba trilunata (Gerstaecker, 1884)
- Cypholoba zambeziana (Benard, 1922)